# Grivy-Loisy
Grivy-Loisy est une commune française située dans le département des Ardennes, en région Grand Est.

## Géographie
| Chuffilly-Roche            | Voncq            |                                    |
| Chardeny                   | Grivy-Loisy      | Vrizy commune déléguée de Vouziers |
| Quilly Tourcelles-Chaumont | Mars-sous-Bourcq | Vouziers                           |

Grivy-Loisy est un petit village de 181 habitants dans le département des Ardennes en région Grand Est. La commune fait partie du canton de Vouziers. Située à 109 mètres d'altitude, Grivy-Loisy s'étend sur 11 km².
La commune comprend deux villages : Grivy, le bourg principal où se trouve l'église et la mairie, et le village de Loisy distant d'un kilomètre.
La commune est traversée par le ruisseau de la Muette qui donne aussi son nom à une ferme située à l'écart du village.
Grivy-Loisy possédait d'autre écarts : 
- Chartogne où se trouvait un moulin dont il ne reste plus rien (une grande meule de pierre était encore visible sur le site dans les années 1960),
- Montchoët, entre Loisy et Voncq, qui est nommé sur la carte de Cassini, où se situait un pont éponyme[1]. La seigneurie de Montchoët relevait de celle de Givry et tenue par les Villelongue, Jean cité en 1533 et Robert de Villiers décédé en 1587. Mais aussi Henri de Coucy qui portait le titre en 1713 sur son acte de mariage. Outre la ferme et le manoir se trouvait un pressoir, un colombier. Les dernières traces relève de 1838 pour les derniers bâtiments et de lieu-dit dans Direction des contributions directes de Mézières.

### Hydrographie
La commune est dans la région hydrographique « la Seine du confluent de l'Oise (inclus) à l'embouchure » au sein du bassin Seine-Normandie. Elle est drainée par le cours d'eau 01 de la commune de Voncq, le ruisseau d'Arsson et divers autres petits cours d'eau,.

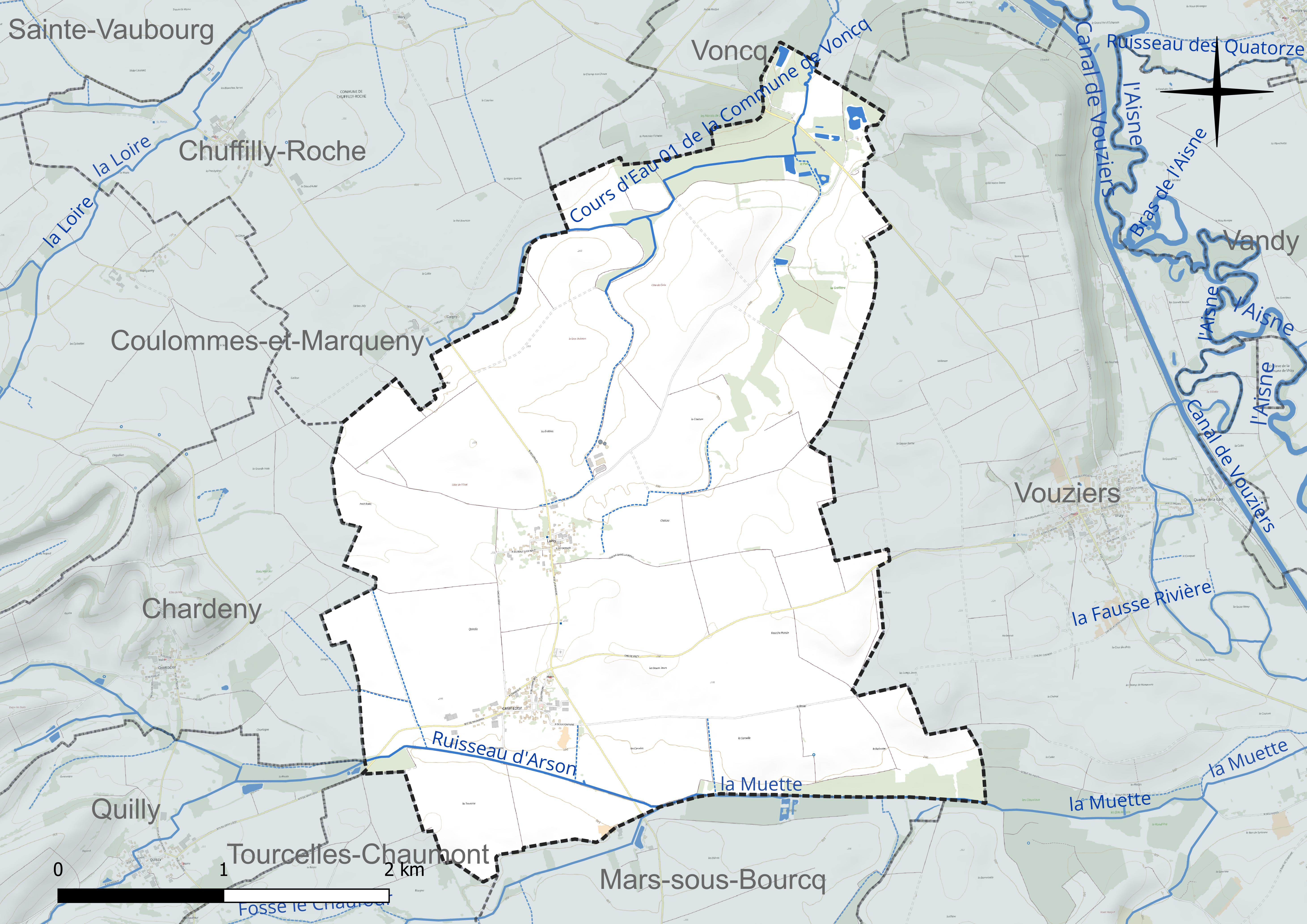
Réseau hydrographique de Grivy-Loisy.

### Climat
Pour des articles plus généraux, voir Climat du Grand Est et Climat des Ardennes.
En 2010, le climat de la commune est de type climat océanique dégradé des plaines du Centre et du Nord, selon une étude du Centre national de la recherche scientifique s'appuyant sur une série de données couvrant la période 1971-2000. En 2020, Météo-France publie une typologie des climats de la France métropolitaine dans laquelle la commune est exposée à un climat océanique altéré et est dans la région climatique Nord-est du bassin Parisien, caractérisée par un ensoleillement médiocre, une pluviométrie moyenne régulièrement répartie au cours de l’année et un hiver froid (3 °C).
Pour la période 1971-2000, la température annuelle moyenne est de 10,2 °C, avec une amplitude thermique annuelle de 15,5 °C. Le cumul annuel moyen de précipitations est de 770 mm, avec 12,1 jours de précipitations en janvier et 8,7 jours en juillet. Pour la période 1991-2020, la température moyenne annuelle observée sur la station météorologique de Météo-France la plus proche, « Saulces-Champenoises », sur la commune de Saulces-Champenoises à 10 km à vol d'oiseau, est de 11,0 °C et le cumul annuel moyen de précipitations est de 691,6 mm. 
La température maximale relevée sur cette station est de 41,1 °C, atteinte le 25 juillet 2019 ; la température minimale est de −13,9 °C, atteinte le 7 février 2012,,.
Les paramètres climatiques de la commune ont été estimés pour le milieu du siècle (2041-2070) selon différents scénarios d'émission de gaz à effet de serre à partir des nouvelles projections climatiques de référence DRIAS-2020. Ils sont consultables sur un site dédié publié par Météo-France en novembre 2022.

## Urbanisme

### Typologie
Au 1er janvier 2024, Grivy-Loisy est catégorisée commune rurale à habitat dispersé, selon la nouvelle grille communale de densité à 7 niveaux définie par l'Insee en 2022.
Elle est située hors unité urbaine. Par ailleurs la commune fait partie de l'aire d'attraction de Vouziers, dont elle est une commune de la couronne,. Cette aire, qui regroupe 45 communes, est catégorisée dans les aires de moins de 50 000 habitants,.

### Occupation des sols
L'occupation des sols de la commune, telle qu'elle ressort de la base de données européenne d’occupation biophysique des sols Corine Land Cover (CLC), est marquée par l'importance des territoires agricoles (91,4 % en 2018), une proportion identique à celle de 1990 (91,4 %). La répartition détaillée en 2018 est la suivante : 
terres arables (84,6 %), forêts (8,6 %), zones agricoles hétérogènes (6,8 %). L'évolution de l’occupation des sols de la commune et de ses infrastructures peut être observée sur les différentes représentations cartographiques du territoire : la carte de Cassini (XVIIIe siècle), la carte d'état-major (1820-1866) et les cartes ou photos aériennes de l'IGN pour la période actuelle (1950 à aujourd'hui).

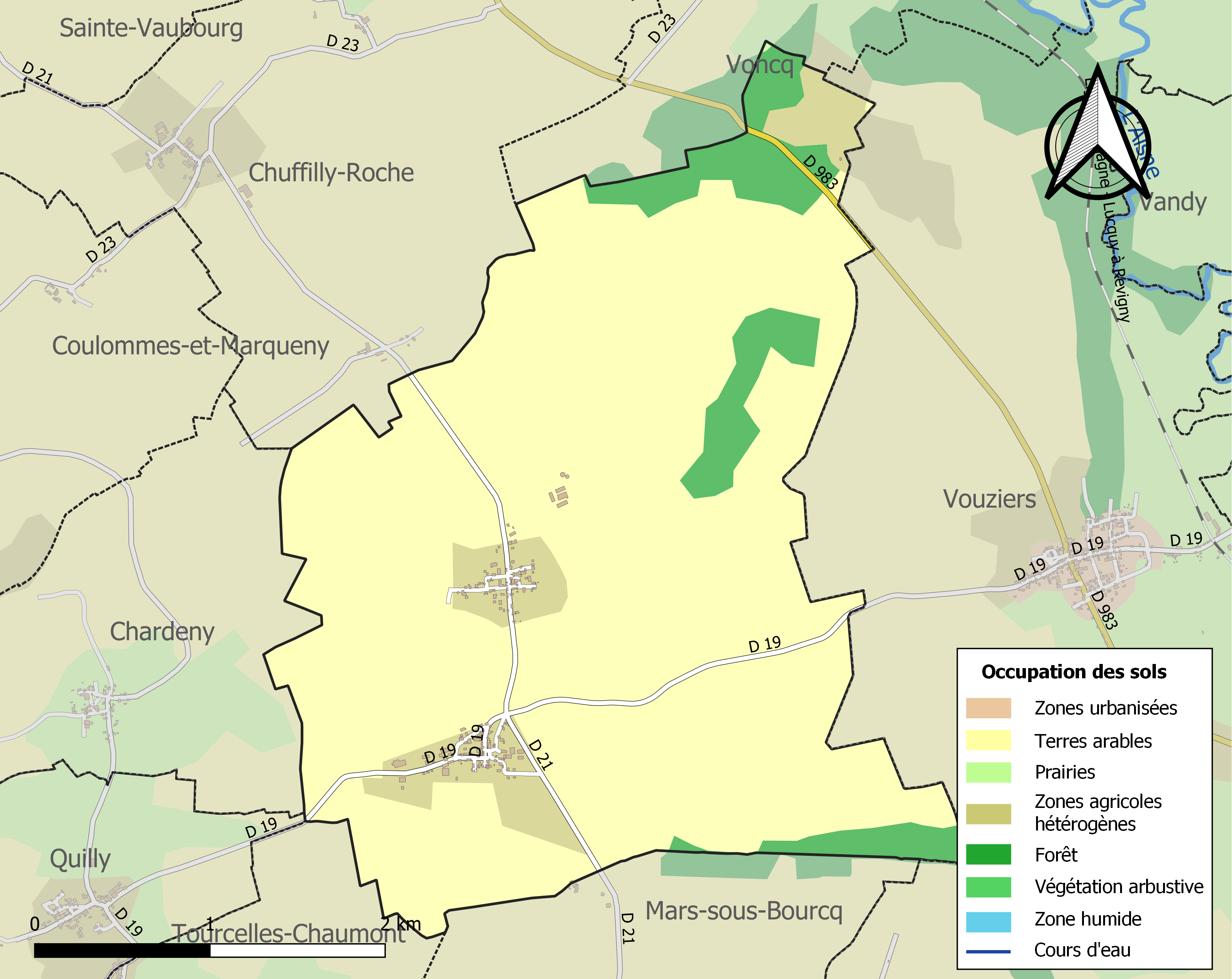
Carte des infrastructures et de l'occupation des sols de la commune en 2018 (CLC).

## Politique et administration
| Période                                  | Période                   | Identité                                         | Étiquette | Qualité  |
| ---------------------------------------- | ------------------------- | ------------------------------------------------ | --------- | -------- |
| avant 1995                               | ?                         | Marcel Coignart                                  | DVD       |          |
| mars 2001                                | 2014                      | Maurice Creuwels                                 |           |          |
| mars 2014                                | En cours (au 23 mai 2020) | Jean-Pol Richelet Réélu pour le mandat 2020-2026 |           | Retraité |
| Les données manquantes sont à compléter. |                           |                                                  |           |          |

## Démographie
L'évolution du nombre d'habitants est connue à travers les recensements de la population effectués dans la commune depuis 1793. Pour les communes de moins de 10 000 habitants, une enquête de recensement portant sur toute la population est réalisée tous les cinq ans, les populations de référence des années intermédiaires étant quant à elles estimées par interpolation ou extrapolation. Pour la commune, le premier recensement exhaustif entrant dans le cadre du nouveau dispositif a été réalisé en 2008.

En 2022, la commune comptait 183 habitants, en stagnation par rapport à 2016 (Ardennes : −2,97 %, France hors Mayotte : +2,11 %).
| 1793 | 1800 | 1806 | 1821 | 1831 | 1836 | 1841 | 1846 | 1851 |
| ---- | ---- | ---- | ---- | ---- | ---- | ---- | ---- | ---- |
| 200  | 191  | 189  | 185  | 435  | 455  | 490  | 471  | 474  |

| 1866 | 1872 | 1876 | 1881 | 1886 | 1891 | 1896 | 1901 | 1906 |
| ---- | ---- | ---- | ---- | ---- | ---- | ---- | ---- | ---- |
| 497  | 467  | 467  | 444  | 450  | 423  | 437  | 416  | 412  |

| 1911 | 1921 | 1926 | 1931 | 1936 | 1946 | 1954 | 1962 | 1968 |
| ---- | ---- | ---- | ---- | ---- | ---- | ---- | ---- | ---- |
| 365  | 307  | 297  | 276  | 269  | 264  | 274  | 226  | 219  |

| 1975 | 1982 | 1990 | 1999 | 2006 | 2008 | 2013 | 2018 | 2022 |
| ---- | ---- | ---- | ---- | ---- | ---- | ---- | ---- | ---- |
| 182  | 182  | 190  | 191  | 179  | 177  | 184  | 185  | 183  |

## Économie
- Hôtel restaurant : Auberge du pied des Monts
- Eurl Agri Motoculture service
- Brodelle Jean Pierre : Gaz entretien et dépannage
- MT Travaux : couverture
- Centre d'allaitement de la SCA "Les éleveurs Ardennais"

## Lieux et monuments
- Église Saint-Laurent, classée monument historique en 1946[21]. Église fortifiée des XVe et XVIe siècles : bretèches, beffroi à clochetons, nombreuses meurtrières. Portail Renaissance orné de quatre médaillons en bas relief, surmontés de coquilles et séparés par des pilastres.

Grivy-Loisy se trouve sur la route touristique Rimbaud-Verlaine.